# Basset bleu de Gascogne
Il Basset Bleu de Gascogne è il più piccolo dei segugi blu di Guascogna. Deriva per selezione dai segugi guasconi di taglia maggiore (in particolare dal Grand Bleu de Gascogne). Viene utilizzato per la caccia a tiro, talvolta all'inseguimento, sia da solo che in muta; è particolarmente adatto per la caccia al coniglio e alla lepre.

## Caratteristiche fisiche
È il tipico bassetto, basso sugli arti, corpulento, ma non pesante.
La testa è a forma di ogiva allungata, con stop appena segnato e canna nasale leggermente montonina. Il tartufo è nero e largo, con narici ben aperte.
Gli occhi sono ovali e di colore marrone scuro, con espressione dolce e un po' triste. Le orecchie sono lunghe, sottili, arrotolate in dentro e con attaccatura bassa.
Il pelo è corto e fisso, mentre il colore del mantello è blu a macchie nere più o meno estese, con focature su occhi, guance, labbra, arti e sotto la coda.
Il dorso è lungo e ben fermo; la coda, portata a sciabola, deve toccare il terreno quando a riposo.

## Carattere
Attivo, lesto, molto vivace e diligente nel suo stile di caccia, è inoltre dotato di bella voce da urlatore. Lavora perfettamente in muta. Cane di indole dolce ed affettuosa, è anche un piacevole animale da compagnia.